# Nigerian National Petroleum Corporation
La Nigerian National Petroleum Corporation (NNPC) est la compagnie pétrolière nationale du Nigeria et un acteur majeur de l'industrie pétrolière nigériane.

## Histoire
La NNPC a été créée le 1er avril 1977 faisant suite à la fusion de la Nigerian National Oil Corporation et du ministère fédéral des Mines et de l'Énergie. Les statuts légaux de la NNPC l'établissent responsable de la gestion des coentreprises entre le gouvernement fédéral et les multinationales étrangères, incluant la Royal Dutch Shell, ExxonMobil, Agip, TotalFinaElf et Chevron qui réalisent l'exploration et la production pétrolière.
Pendant de nombreuses années, la NNPC doit faire face à de nombreux scandales de corruption. 
Alors en mai 2015, le tout nouveau chef de l'État nigérian Muhammadu Buhari promet une "croisade" contre la corruption au sein de la compagnie pétrolière. Il congédie rapidement le conseil d'administration de la NNPC et, en août 2015, il nomme directeur général de la compagnie Emmanuel Kachikwu. Ce dernier est l'ancien vice-président exécutif d'ExxonMobil Africa et docteur de l'université d'Harvard. Très vite 38 cadres sont limogés.
En juillet 2016, après des pressions exercées par le sultan de Sokoto, l'émir de Kano, l'émir de Zazzau et le chef d'état-major Abba Kyari, Dr. Maikanti Baru est nommé directeur général du groupe sous la présidence du général Muhammadu Buhari.
En 2017, la compagnie est considérée comme le 19e producteur mondial de pétrole et de gaz. Et la direction annonce, en mars 2017, que la NNPC fournit 10 % de la demande mondiale de gaz naturel liquiéfié.

## Installations
La NNPC couvre l'ensemble des activités pétrolières et a aussi pour mission de réguler et superviser l'industrie pétrolière nigériane qui représente 40 % du PNB nigérian.
Ses filiales incluent :
- National Petroleum Investment Management Services (NAPIMS)
- Nigerian Petroleum Development Company (NPDC)
- The Nigerian Gas Company (NGC)
- The Products and Pipelines Marketing Company (PPMC)
- Integrated Data Services Limited (IDSL)
- Nigerian LNG limited (NLNG) (coentreprise)
- National Engineering and Technical Company Limited (NETCO)
- Hydrocarbon Services Nigeria Limited (HYSON)
- Warri Refinery and Petrochemical Co. Limited (WRPC)
- Kaduna Refinery and Petrochemical Co. Limited (KRPC)
- Port Harcourt Refining Co. Limited (PHRC)
- Eleme Petrochemicals Co. Limited (EPCL)

Les quatre tours NNPC à Abuja constituent le siège de la NNPC. La NNPC est aussi implantée à  Lagos, Kaduna, Port Harcourt, Warri et dispose d'un bureau international à Londres.

## Affaire de corruption
En décembre 2011, le gouvernement nigérian a autorisé la publication d'un rapport mené par KPMG. La vérification, commandée par le ministère des Finances après des préoccupations concernant la transparence de la NNPC, a détaillé les pratiques commerciales pointues de la NNPC, la violation des règlements, les déductions illégales de fonds appartenant à l'État et le fait de ne pas comptabiliser plusieurs milliards de naira qui devraient aller à la Compte de fédération.
Les auditeurs ont constaté en seulement deux ans (entre 2007 et 2009), la compagnie a sur-déduit des fonds dans des demandes de subvention à hauteur de 28,5 milliards de nairas. Il n'a pas été en mesure de rendre compte de la somme depuis lors.

### Willbros Group Inc
En mai 2008, la société américaine Willbros Group Inc admet avoir corrompus des fonctionnaires de la NNPC et de sa filiale NAPIMS, pour une somme de plus de 6,3 millions de dollars, en contrepartie de l'aide à l'obtention et à la rétention de contrats pour le système Eastern Gas Gathering System.

### ABB Vetco Gray
En juillet 2004, ABB Vetco Gray, une société américaine et sa filiale britannique ABB Vetco Grey UK Ltd, ont admis avoir payé plus de un million de dollars en pots-de-vin à des fonctionnaires de NAPIMS, filiale de NNPC, pour obtenir des informations confidentielles sur les offres et des recommandations favorables des agences gouvernementales nigérianes.

### Trafigura et Vitol
En novembre 2013, après qu'un rapport a été publié par l'organisation suisse de défense des intérêts non gouvernementaux - Erklärung von Bern - des allégations de fraude lourde font surface, plaçant le NNPC sous la suspicion de siphonner des recettes de pétrole brut de 6,8 milliards de dollars.

### Fonds non réémis (2013-2014)
Le 9 décembre 2013, une lettre du gouverneur de la Banque centrale du Nigéria (CBN) au président du Nigéria, Goodluck Ebele Jonathan, a indiqué que le NNPC n'avait pas remis plus de 49,8 milliards de dollars de recettes provenant du pétrole brut à la Le gouvernement a fait surface. Le 13 décembre 2013, NNPC a répondu qu'aucun argent manquait. Un comité de réconciliation incluant, entre autres, la CBN, NNPC, le ministère fédéral des finances et le ministère fédéral des ressources pétrolières a alors été mis en place.
Le 18 décembre 2013, le comité de réconciliation estime les fonds non remis à 10,8 milliards de dollars, tandis que le CBN a changé sa revendication à 12 milliards de dollars. CBN annonce ensuite, le 4 février 2014, que NNPC doit représenter 20 milliards de dollars, car le CBN ne pouvait confirmer la réception de 47 milliards de dollars sur un chiffre d'affaires de 67 milliards de dollars pour la période sous revue. Le ministre des Finances recommande alors la tenue d'une vérification judiciaire indépendante et PwC a été officiellement nommé par le Bureau du vérificateur général de la Fédération (AuGF) pour effectuer une vérification des allégations.
Parmi les conclusions auxquelles PwC est parvenu à la fin de son travail, comme indiqué dans son rapport, qui a été rendu public :
1. L'encaissement total versé aux comptes de la Fédération dans le cadre des levées de pétrole brut était de 50,81 milliards de dollars et de 47 milliards de dollars, comme indiqué précédemment par le Comité de réconciliation pour la période allant de janvier 2012 à juillet 2013.
2. La NNPC a fourni des informations sur la différence qui a entraîné un versement excédentaire potentiel de 0,74 milliard de dollars (sans tenir compte des envois de fonds attendus du NPDC). D'autres coûts indirects de 2,81 milliards de dollars qui ne faisaient pas partie de la soumission à l'audience du Comité sénatorial ont été réglés pour arriver à ce poste.
3. Une considération majeure porte sur la propriété des actifs pétroliers et gaziers contrôlés par le CNPV. Sous réserve des renseignements supplémentaires fournis, ils estiment alors que le NNPC et le NPDC devraient rembourser au compte de la Fédération un minimum de 1,48 milliard de dollars.
Jusqu'à présent, aucun membre du personnel de la NNPC ni du ministère du Pétrole n'a été déclaré coupable, mais le jeudi 20 février 2014, le gouverneur de la CBN a été suspendu de ses fonctions par le président.

### Fonds non transférés (2016)
Un audit officiel a rapporté en mars 2016 que la NNPC n'avait pas payé 1,6 milliard de dollars US.